# 国外联合左翼
国外联合左翼（西班牙語：Izquierda Unida Exterior，缩写为IU Exterior）是西班牙左翼政党联盟联合左翼的一个分支，由侨居国外的成员组成。它于2017年4月30日成立。它的发言人是Nerea Fernández和Eduardo Velázquez。目前，它在德国柏林和法兰克福、阿根廷布宜诺斯艾利斯、比利时布鲁塞尔、法国里昂和图卢兹、卢森堡、瑞士苏黎世有组织集会；另外，在瑞典斯德哥尔摩、爱尔兰都柏林和德国莱比锡也有附属团体。